# Валентиново (Великопольське воєводство)
Валентиново (пол. Walentynowo, нім. Valentinowo, 1939-45: Feltendorf, Kreis Wirsitz) — село в Польщі, у гміні Лобжениця Пільського повіту Великопольського воєводства.
Населення — 197 осіб (2011).
У 1975-1998 роках село належало до Пільського воєводства.

## Демографія
Демографічна структура станом на 31 березня 2011 року:
|          | Загалом | Допрацездатний вік | Працездатний вік | Постпрацездатний вік |
| -------- | ------- | ------------------ | ---------------- | -------------------- |
| Чоловіки | 102     | 39                 | 55               | 8                    |
| Жінки    | 95      | 31                 | 51               | 13                   |
| Разом    | 197     | 70                 | 106              | 21                   |